# Атенский Сион
Атенский Сион (груз. ატენის სიონი) — грузинский монастырь Сиони в селе Атени (10 км к югу от Гори).

## История

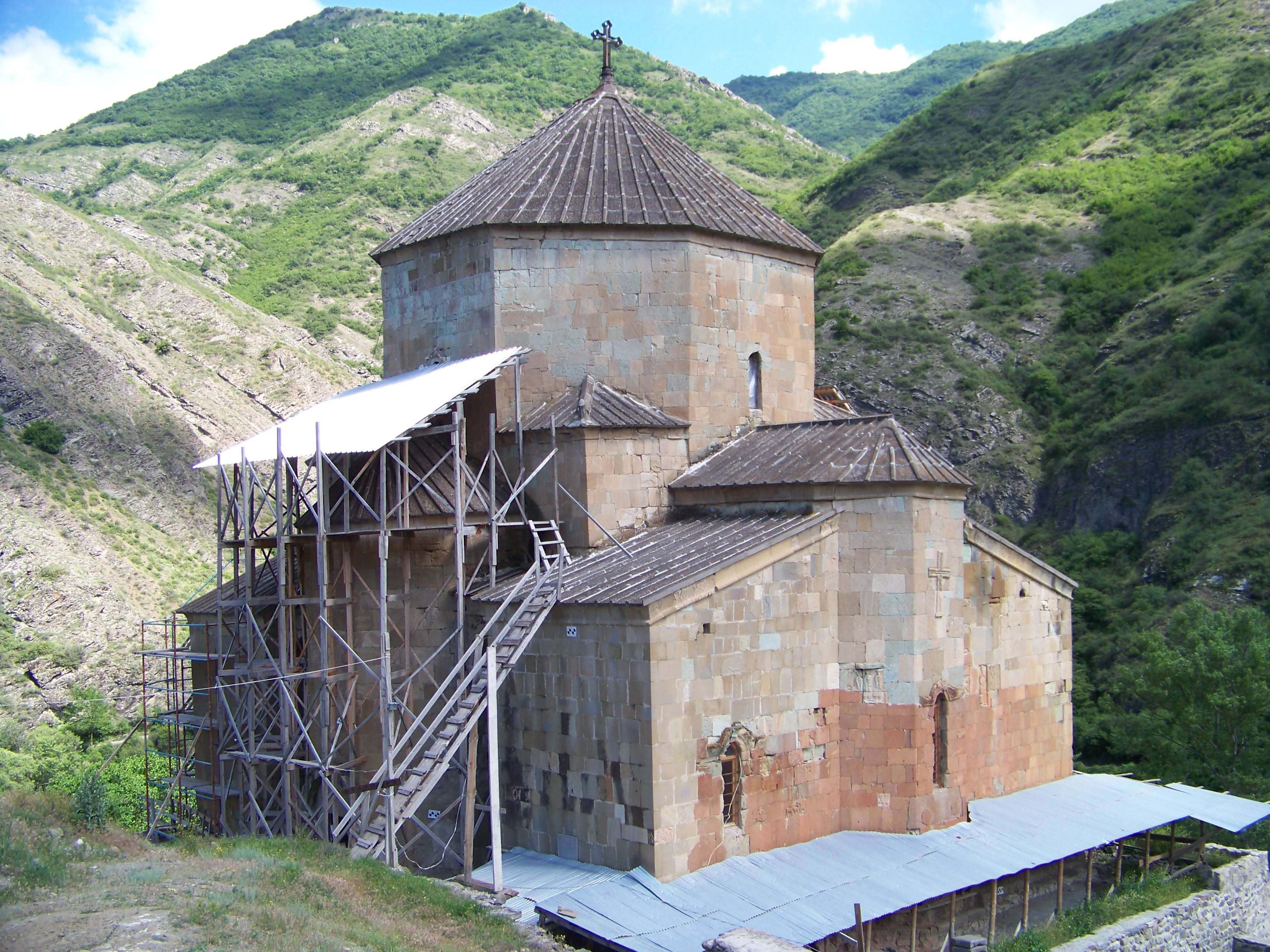

Был построен в I-й половине VII века армянским зодчим, по образцу Джвари (тетраконх). Храм находится в одноименном селении, согласно автору XVIII века Вахушти Багратиони в нем раньше жили армяне и грузины, но теперь как и в Гардатени живут только грузины. Французский исследователь Фредерик Дюбуа побывавший в регионе, называл строителем церкви армянского архитектора Богоса, чью надпись он обнаружил на храме. Поздние исследования показали, что строителем храма был армянин Тодосак. Так на храме была зафиксирована сохранившаяся до наших дней армянская надпись зодчего, прямо гласящяя: «Я, Тодосак, строитель этой святой церкви». Впервые ее обнаружил и прочел X. Кучук-Иоаннисов. По другим сохранившимся надписям видно что под руководством Тодосака в Атене трудились, еще несколько каменотесов-армян.
Храм несколько раз подвергался разграблению захватчиками вторгавшимися в регион. В соборе видны следы пожара времён нашествия шаха Аббаса I (который разжёг в храме костер), но росписи 1080 года уцелели.
Храм действует.

## Надписи монастыря
Грузинский историк М. Г. Джанашвили отмечал наличие армянский и грузинских надписей на монастыре. Так, согласно его свидетельству на южной стороне храма имеются две грузинские и одна армянские надписи